# Nelson Azevedo-Janelas
Nelson Azevedo-Janelas (sinh 12 tháng 2 năm 1998) là một cầu thủ bóng đá Bỉ hiện tại thi đấu cho Anderlecht ở Belgian First Division A.